# Leoben
Leoben là một thành phố ở bang Steiermark, Áo, nằm bên sông Mur. Thành phố có dân số hơn 25.000 người, là một trung tâm công nghiệp và có Đại học Leoben chuyên về khai khoáng. Hoà ước Leoben, là một hoà ước sơ bộ cho Hiệp ước Campo Formio, đã được ký tại Leoben năm 1797.

## Từ nguyên
Leoben được ghi nhận trong các nguồn sử liệu với tên gọi Liupina vào năm 904. Tên gọi này có nguồn gốc Slav, mang nghĩa là "yêu dấu", bắt nguồn từ gốc từ ljub- nghĩa là "tình yêu".

## Địa lý
Leoben nằm trong thung lũng sông Mur, cách khoảng tám kilômét về phía đông của Sankt Michael in Obersteiermark và 15 kilômét về phía tây của Bruck an der Mur. Trung tâm phố cổ được hình thành tại "Murschleife", một khúc uốn (meander) của sông. Ngày nay Leoben trải dài hai bên bờ sông.
Diện tích của đô thị vào khoảng 108 km², trong đó gần 79% là rừng. Điểm thấp nhất của thị trấn ở độ cao 515 mét so với mực nước biển, còn điểm cao nhất là đỉnh Wetterkogel ở độ cao 1643 mét so với mực nước biển.

## Lịch sử
Leoben được biết đến là “Cổng vào Con đường Sắt Styria”. Quảng trường chính từ thế kỷ 13 có Nhà Hackl với mặt tiền phong cách baroque màu đỏ và trắng. Nhà thờ Giáo xứ Thành phố, Thánh Phanxicô Xavier, được xây dựng năm 1660, có nội thất thế kỷ 17 và được coi là một trong những nhà thờ Dòng Tên quan trọng nhất ở Áo. Ngoài ra còn có nhà thờ Tin Lành phong cách Tân Nghệ thuật ở cuối đường Franz-Josef-Strasse.
Tu viện nữ cổ nhất ở Styria là Tu viện Göss. Được thành lập vào năm 1020, tu viện do các nữ tu Biển Đức điều hành cho đến khi bị giải thể năm 1782 và trở thành tòa giám mục của Giáo phận Leoben ngắn ngủi. Hầm mộ phong cách Romanesque sớm rất đáng chú ý, cũng như bộ lễ phục 'Gösser Ornat', hiện được trưng bày tại Viên (Bảo tàng Nghệ thuật Ứng dụng). Bên cạnh tu viện là nhà máy bia Gösser, nơi có bảo tàng bia.
Các sự kiện văn hóa hiện nay bao gồm các buổi hòa nhạc cổ điển tại Congress Leoben, các buổi diễn của Dàn nhạc Giao hưởng Mùa hè vào tháng 7 và các buổi biểu diễn địa phương và khách mời tại nhà hát hoạt động lâu đời nhất ở Áo.
DSV Leoben là một câu lạc bộ bóng đá có trụ sở tại Leoben. Hiện câu lạc bộ thi đấu tại 2. Liga Áo, hạng đấu thứ hai của bóng đá Áo. Họ chơi tại Sân vận động Donawitz.

## Chính trị
Hội đồng thành phố (Gemeinderat) gồm 31 thành viên. Kể từ cuộc bầu cử địa phương năm 2025, thành phần như sau:
- Đảng Dân chủ Xã hội Áo (SPÖ): 13 ghế
- Đảng Tự do Áo (FPÖ): 7 ghế
- Đảng Nhân dân Áo (ÖVP): 5 ghế
- Đảng Cộng sản Áo (KPÖ): 3 ghế
- Độc lập Bürgerliste (BL): 2 ghế
- Đảng Xanh – Phong trào Xanh Thay thế (GRÜNE): 1 ghế

## Truyền thống & tiên phong
Trong nhiều thế kỷ, Leoben được định hình bởi thương mại sắt thép và các nghiên cứu về nguyên liệu tại Đại học Leoben, được thành lập năm 1840. Các truyền thống khai khoáng vẫn đóng vai trò quan trọng trong đời sống thành phố. Ví dụ như Lễ diễu hành thợ mỏ, Lễ Thánh Barbara hay Ledersprung ("Cú nhảy da"). Hội chợ đường phố Gösser Kirtag diễn ra vào thứ Năm sau Chủ nhật đầu tiên của tháng 10, thu hút hàng chục nghìn du khách đến Leoben.
Những thành tố khác trong đời sống văn hóa sôi động của "Thành phố Khai khoáng" bao gồm các buổi hòa nhạc cổ điển tại Congress Leoben, các buổi biểu diễn của Dàn nhạc Giao hưởng Mùa hè vào tháng 7 và các buổi biểu diễn của nghệ sĩ địa phương cũng như khách mời tại nhà hát hoạt động lâu đời nhất ở Áo.

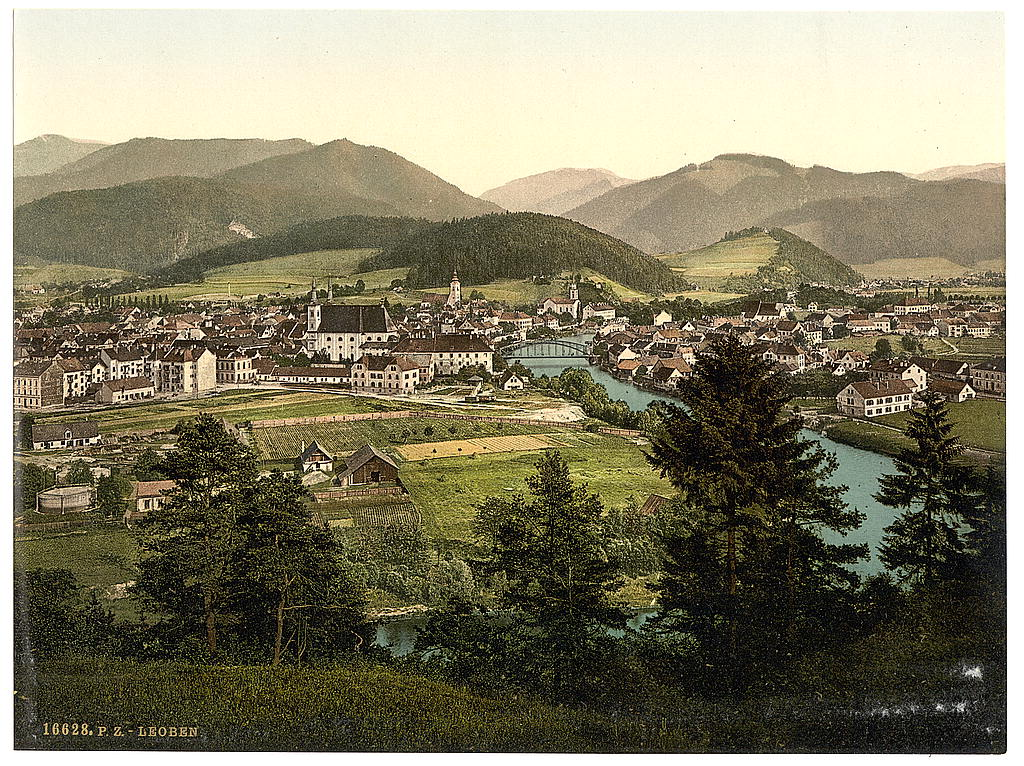
Leoben khoảng năm 1900.
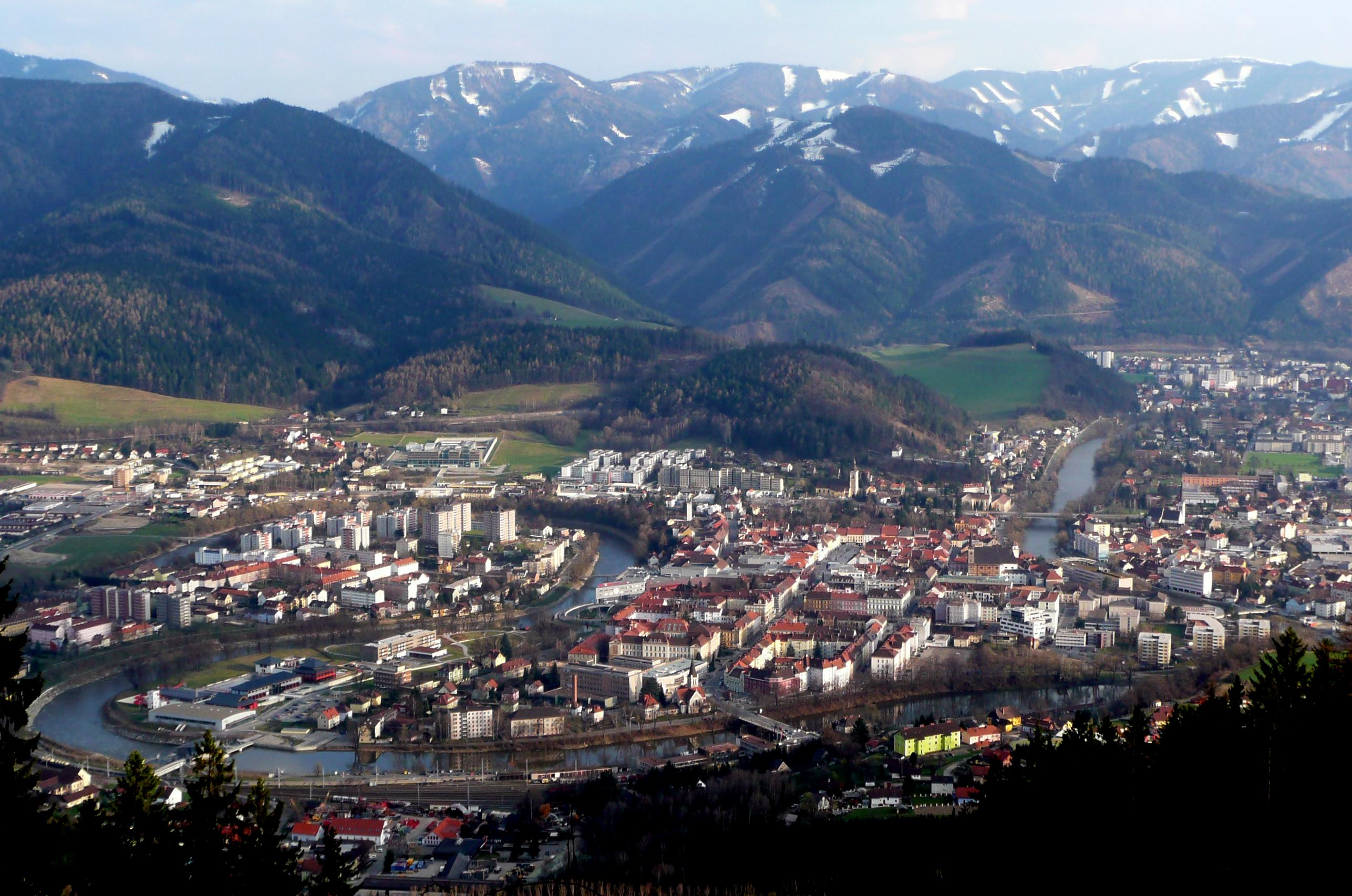
Quang cảnh Leoben năm 2009.

## Nhân vật đáng chú ý
- Gabriel Gruber SJ (1740–1805), giáo sĩ Áo, nhà bách khoa có gốc Slovenia
- Alma Seidler (1899–1977), nữ diễn viên Áo, thành viên Burgtheater hơn 50 năm
- Friedl Kjellberg (1905—1993), nghệ nhân gốm Áo–Phần Lan, nổi tiếng với kỹ thuật làm sứ “hạt gạo”
- Hannelore Valencak (1929–2004), nhà vật lý, tiểu thuyết gia, nhà thơ và tác giả sách thiếu nhi Áo
- Egon Kapellari [de] (sinh năm 1936), giám mục Công giáo Rôma
- Wilfried Morawetz (1951–2007), nhà thực vật học
- Martin Weinek (sinh năm 1964), diễn viên và nhà sản xuất rượu vang
- Hannes Arch (1967–2016), phi công Áo, từng thi đấu tại Giải vô địch Red Bull Air Race từ 2007 đến 2016
- Lisa Eckhart (sinh năm 1992), diễn viên hài, nghệ sĩ slam thơ và cabaret
- Nicole Brown (social scientist) (sinh năm 1976), nhà văn và học giả Áo – Anh

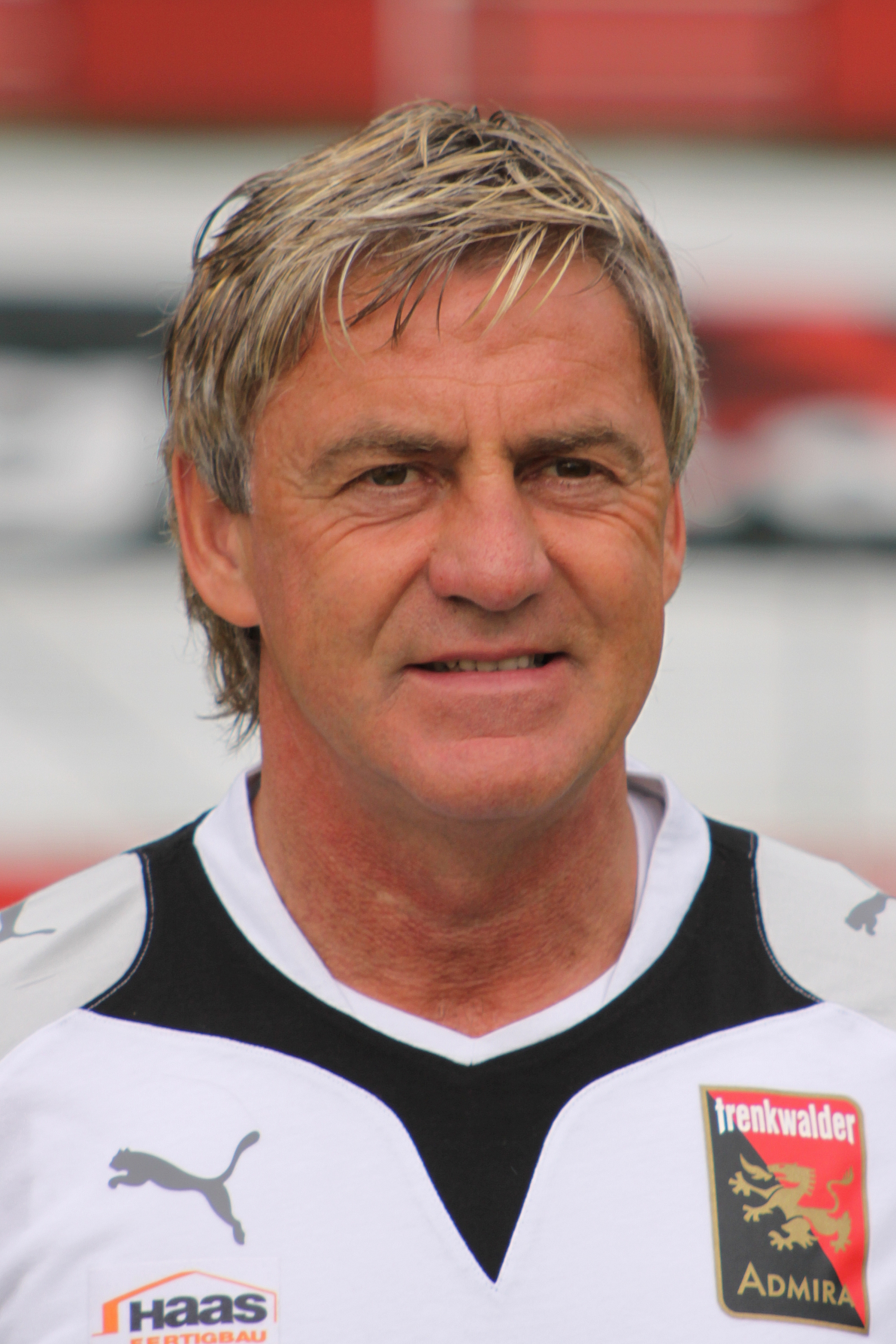
Walter Schachner, 2009

### Thể thao
- Walter Schachner (sinh năm 1957), cầu thủ và huấn luyện viên bóng đá, thi đấu hơn 460 trận và 64 lần cho tuyển Áo
- Wolfgang Klapf (sinh năm 1978), cầu thủ bóng đá Áo, thi đấu hơn 500 trận
- Gernot Plassnegger (sinh năm 1978), huấn luyện viên bóng đá và cựu cầu thủ, thi đấu hơn 390 trận
- Joachim Standfest (sinh năm 1980), huấn luyện viên bóng đá và cựu cầu thủ, thi đấu hơn 540 trận và 34 lần cho tuyển Áo
- Christian Gratzei (sinh năm 1981), thủ môn bóng đá Áo, thi đấu 257 trận và 10 lần cho tuyển Áo
- Roland Linz (sinh năm 1981), cầu thủ bóng đá, thi đấu 368 trận và 39 lần cho tuyển Áo
- Chris Raaber (sinh năm 1981), đô vật chuyên nghiệp, nghệ danh "Bambikiller"
- Christoph Strasser (sinh năm 1982), vận động viên xe đạp siêu đường dài, lập kỷ lục hơn 1.000 km trong 24 giờ năm 2021
- René Schicker (sinh năm 1984), cầu thủ và huấn luyện viên bóng đá Áo, thi đấu hơn 400 trận
- David Sencar (sinh năm 1984), huấn luyện viên và cựu cầu thủ bóng đá, thi đấu hơn 450 trận
- Boris Hüttenbrenner (sinh năm 1985), cựu cầu thủ bóng đá, thi đấu hơn 370 trận

## Thành phố kết nghĩa
- Từ Châu, Trung Quốc (1994)